# Nimboa albizziae
Nimboa albizziae is een insect uit de familie van de dwerggaasvliegen (Coniopterygidae), die tot de orde netvleugeligen (Neuroptera) behoort. 
De wetenschappelijke naam Nimboa albizziae is voor het eerst geldig gepubliceerd door Kimmins in 1952.